# Tughra

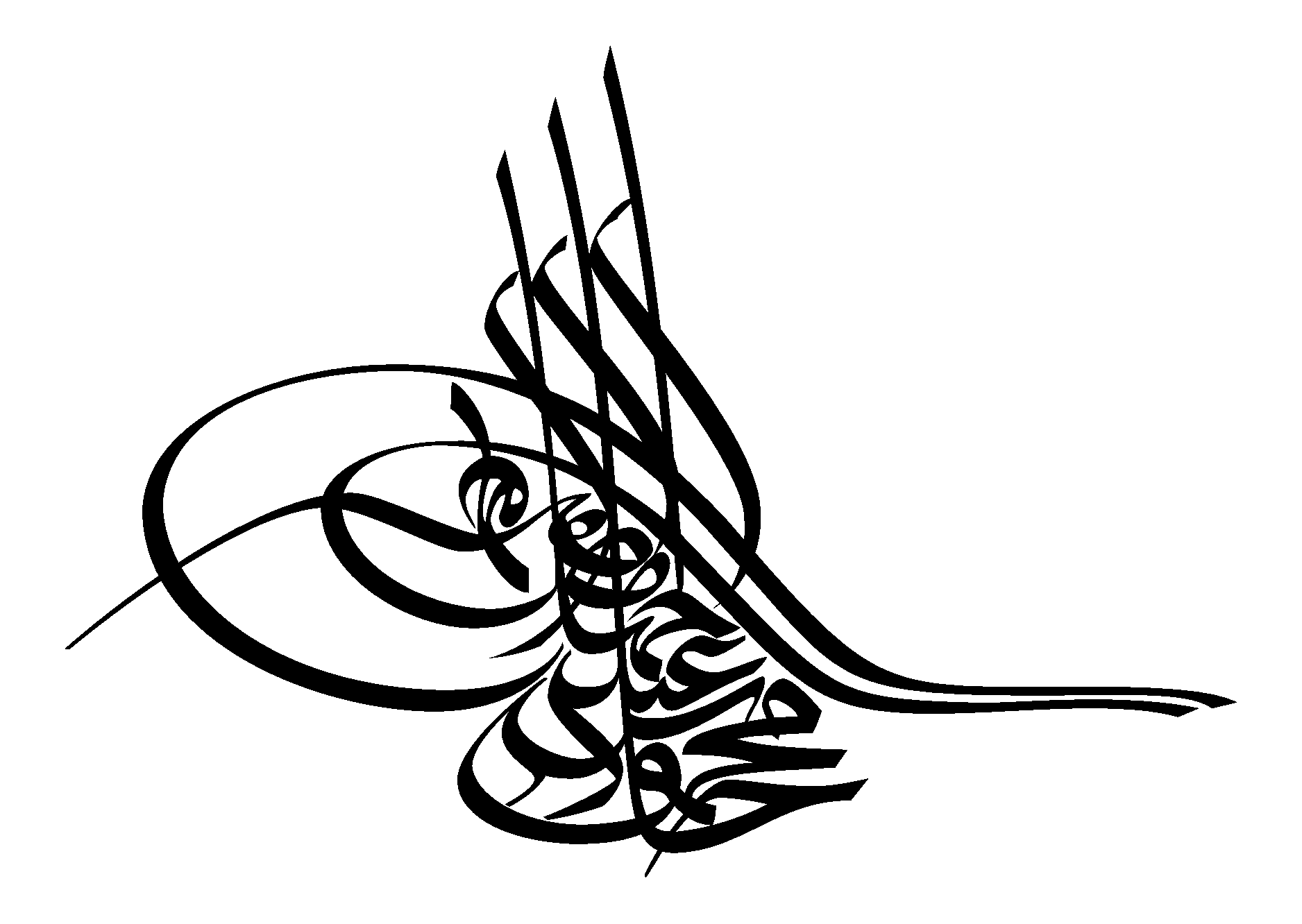
Tughra del sultano Mahmud II (1808)

La tughra (in turco ottomano: طغرا, in turco tuğra) era la firma personale o il sigillo dei sultani ottomani, usata nei documenti ufficiali e nella corrispondenza del sovrano. Si tratta di uno dei maggiori esempi dell'arte calligrafica araba. Le tughra avevano uno scopo simile a quello del cartiglio nell'arte egizia: ciascun sultano aveva la propria.

## Storia

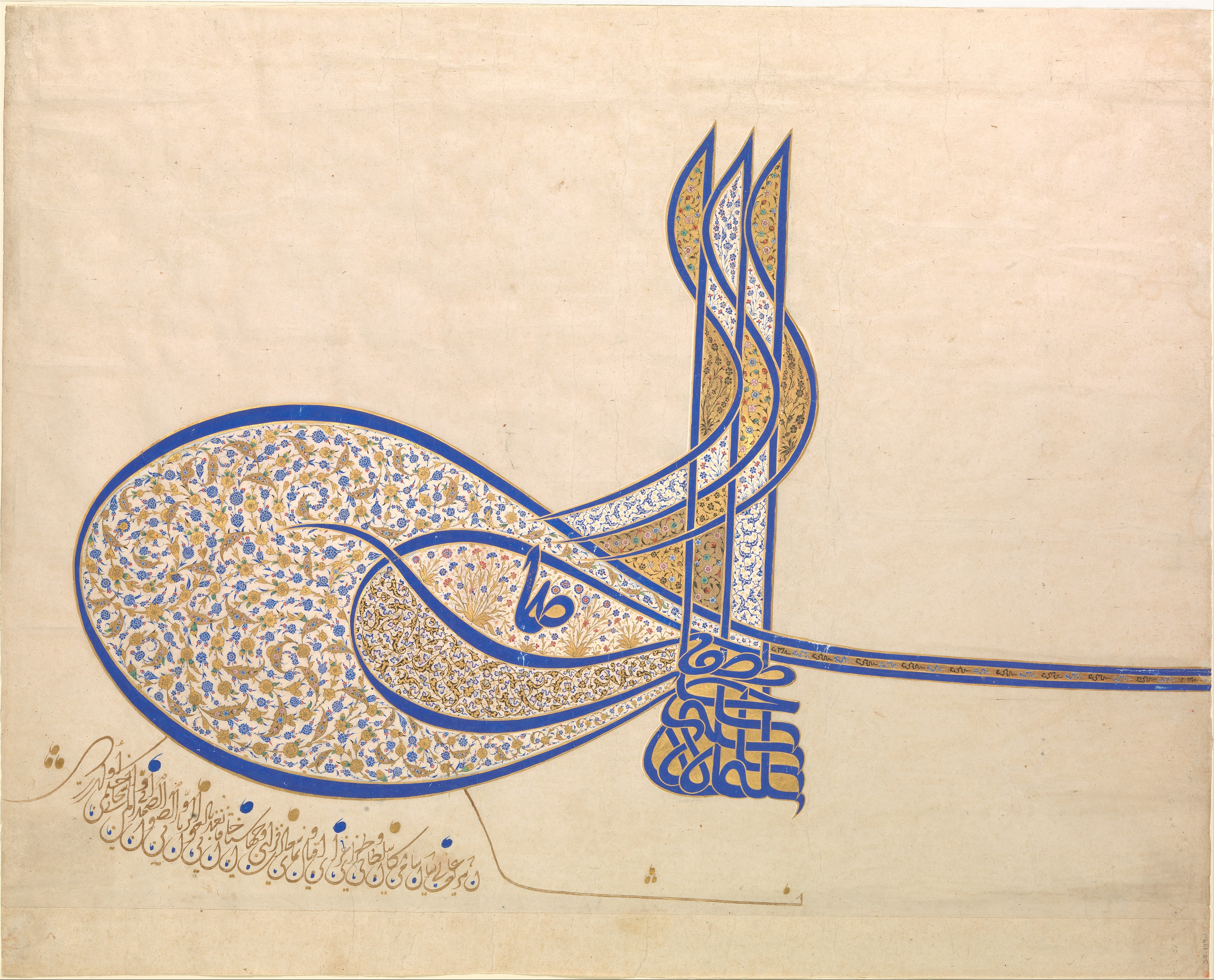
La tughra di Solimano il Magnifico

L'origine non è chiara. Una possibile interpretazione rimanda alle code dei cavalli (tugh), che venivano usati negli stendardi ottomani come distintivi di grado. Contro la spiegazione che la tughra rappresenterebbe simbolicamente la stretta di mano usata nei tempi più antichi dell'Impero ottomano dai sultani come suggello per un accordo stipulato parla il fatto che abbia la forma di una mano sinistra, negativa nell'Islam e quasi tabù.
La tughra era concepita e disegnata all'inizio del regno di ciascun sultano dal calligrafo di corte o nişancı (طغراكش). La prima tughra appartenne a Orhan I (1284-1359), il secondo sultano dell'Impero ottomano: dalle forme più semplici passò, attraverso una complicata evoluzione, alla forma raffinatissima e "classica" della tughra del sultano Solimano il Magnifico (1494-1566).

## Struttura dellatughra
La forma primitiva della tughra si ritrova già in tempi pre-ottomani come damga ("timbro"), presso altre popolazioni di etnia turca. Al più tardi dopo la conquista di Costantinopoli (1453), i sultani ottomani modellarono la forma della tughra ispirandosi decisamente all'aquila bicipite bizantina.
La forma caratteristica della tughra comprende due circoli o occhielli nella parte sinistra, tre linee verticali al centro, scrittura molto compatta in basso e due estensioni sulla destra. Ciascuno di questi elementi ha un significato preciso.
La tughra del sultano si compone sempre del nome, del nome del padre, del titolo "Khan" (خان) e della formula muzaffer da'iman (مظفر دائما, "sempre vittorioso"). In genere la tughra si legge dalla destra in basso alla sinistra in alto, anche se sono possibili piccole eccezioni.

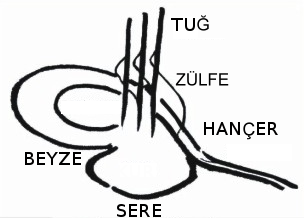
Composizione di una tughra

Il nome del sultano è scritto nella parte inferiore, chiamata sere. A seconda del periodo, il nome può essere espresso semplicemente come Orhan, figlio di Osman nella prima tughra del 1326 o, nel periodo più tardo, con l'aggiunta, accanto ai nomi del sultano regnante e del padre, di titoli onorifici e frasi di carattere religioso.
Le linee curve a sinistra sono chiamate beyze, in turco "uovo". Secondo alcune interpretazioni del disegno della tughra le beyze simboleggiano i due mari su cui i sultani esercitano il loro dominio: il cerchio esterno, più largo, rappresenta il mar Mediterraneo e quello interno, più piccolo, il mar Nero.
Le aste verticali nella parte superiore della tughra sono dette tug. Esse simboleggiano l'indipendenza. Le linee ondulate a forma di S che le attraversano sono chiamate zülfe e, assieme alle cime dei tug, sono rivolte verso destra, a significare che i venti soffiano da est verso ovest, la direttrice tradizionale delle migrazioni dei Turchi ottomani.

Le linee a destra sono chiamate hancere e rappresentano una spada, simbolo di potere e potenza.
L'animazione mostra la composizione della tughra di Mahmud II (1808–1839):

La tughra del sultano Mahmud II: vi si legge Mahmud Khan, figlio di Abdul Hamid, il sempre vittorioso. Per esteso:
- محمود خان بن عبدالحميد مظفر دائماً

## Altri usi della tughra
Sebbene il concetto di tughra sia prevalentemente riferito al contesto ottomano, essa è stata talvolta usata anche da sovrani di altre etnie turche, come nel Khanato di Kazan. In seguito, le tughra vennero usate anche dai Tatari nella Russia imperiale.
Ancora oggi vi sono artisti calligrafi che usano la forma caratteristica della tughra per le loro opere: ne sono esempi - sebbene in altri alfabeti - la tughra del presidente russo Vladimir Putin o quella dell'imperatore giapponese Akihito. Inoltre, in alcuni paesi islamici, come il Pakistan, vengono coniate monete che recano i nomi degli Stati nello stile della tughra.
Anche l'arte calligrafica religiosa può utilizzare lo stile della tughra per la scrittura di versetti del Corano o altro.

## Galleria d'immagini

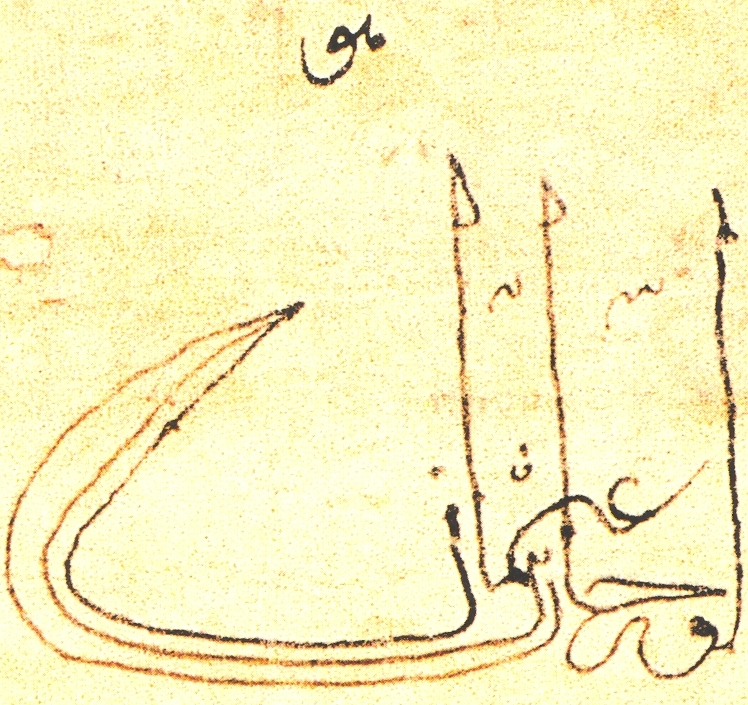
Tughra di Orhan I
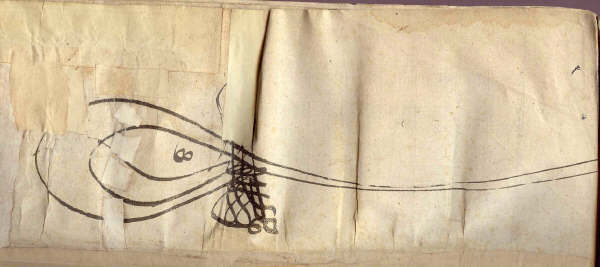
Tughra di Selim II
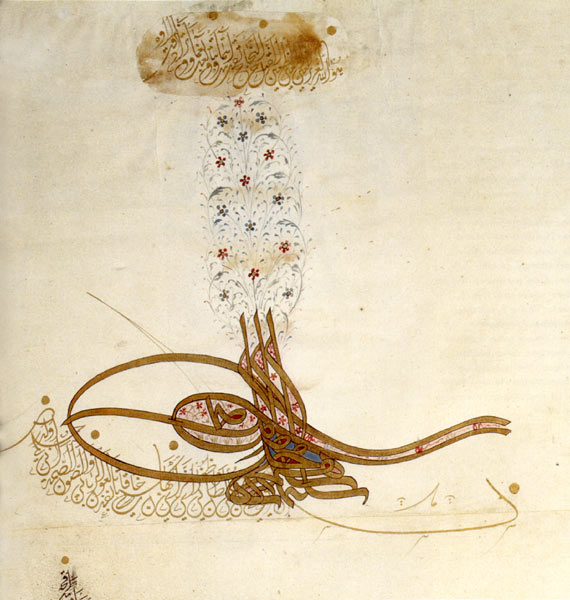
Tughra di Solimano I
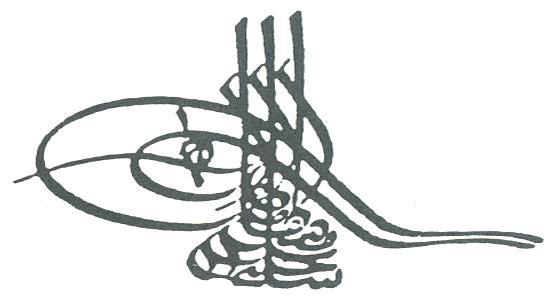
Tughra di Selim III
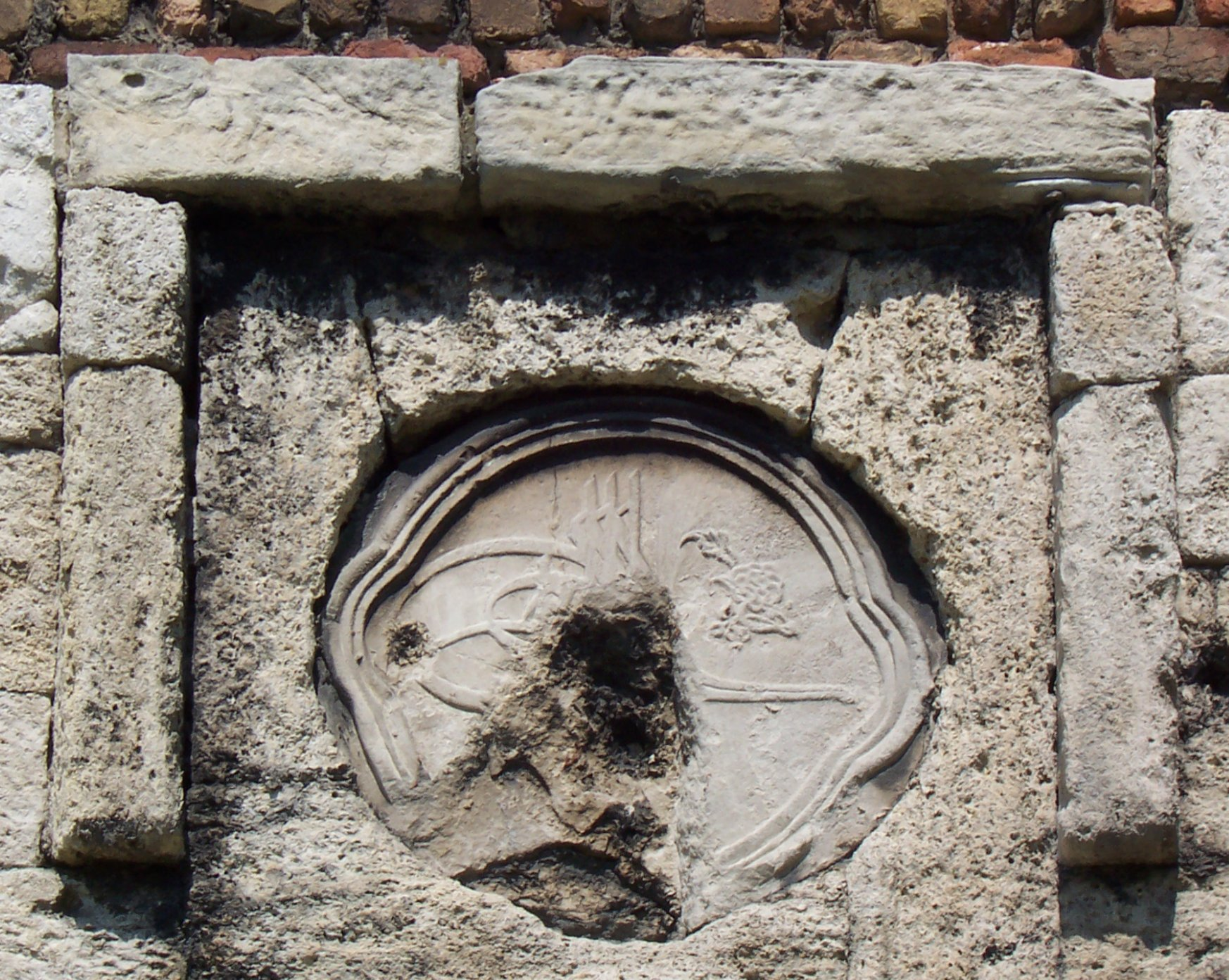
Tughra incisa nella fortezza di Kalemegdan, Belgrado
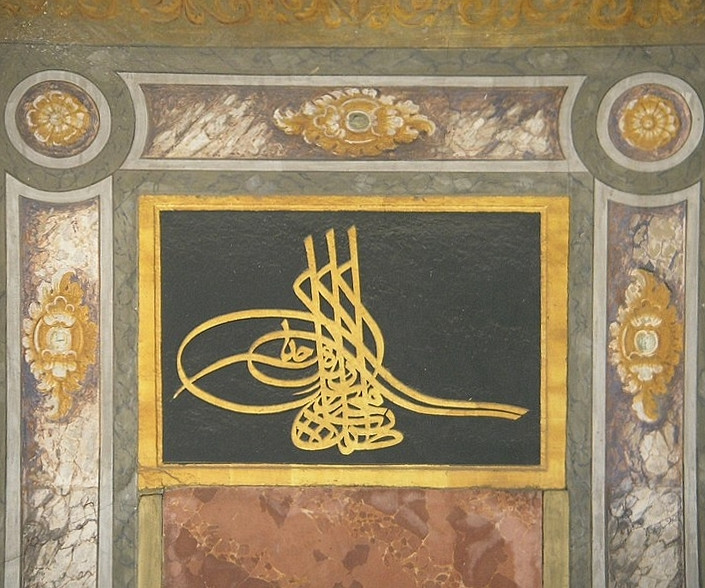
Dettaglio della "Porta della Felicità" (Baab-i-Sadet) nel Palazzo di Topkapı, Istanbul
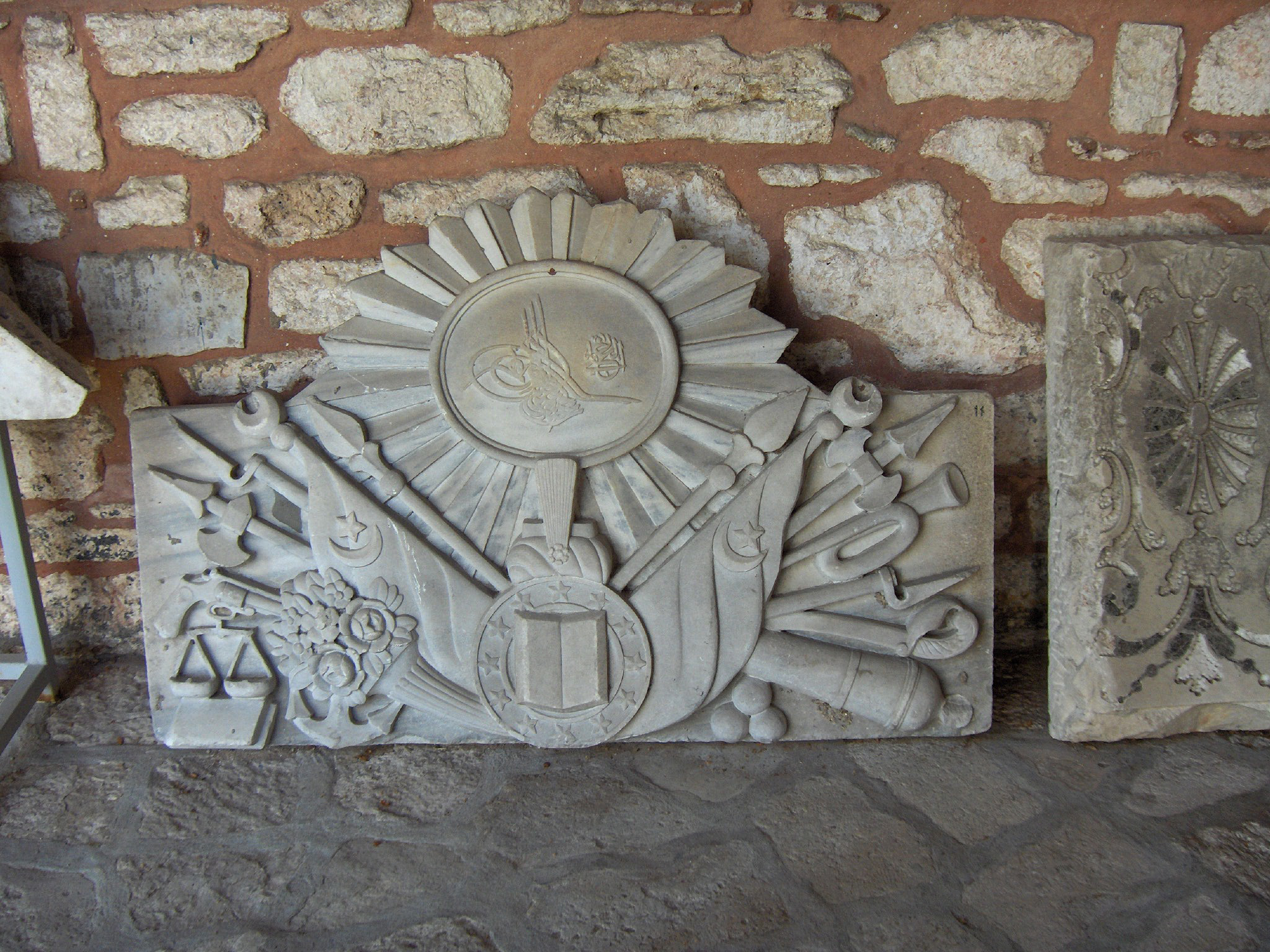
Palazzo del Topkapi, Istanbul
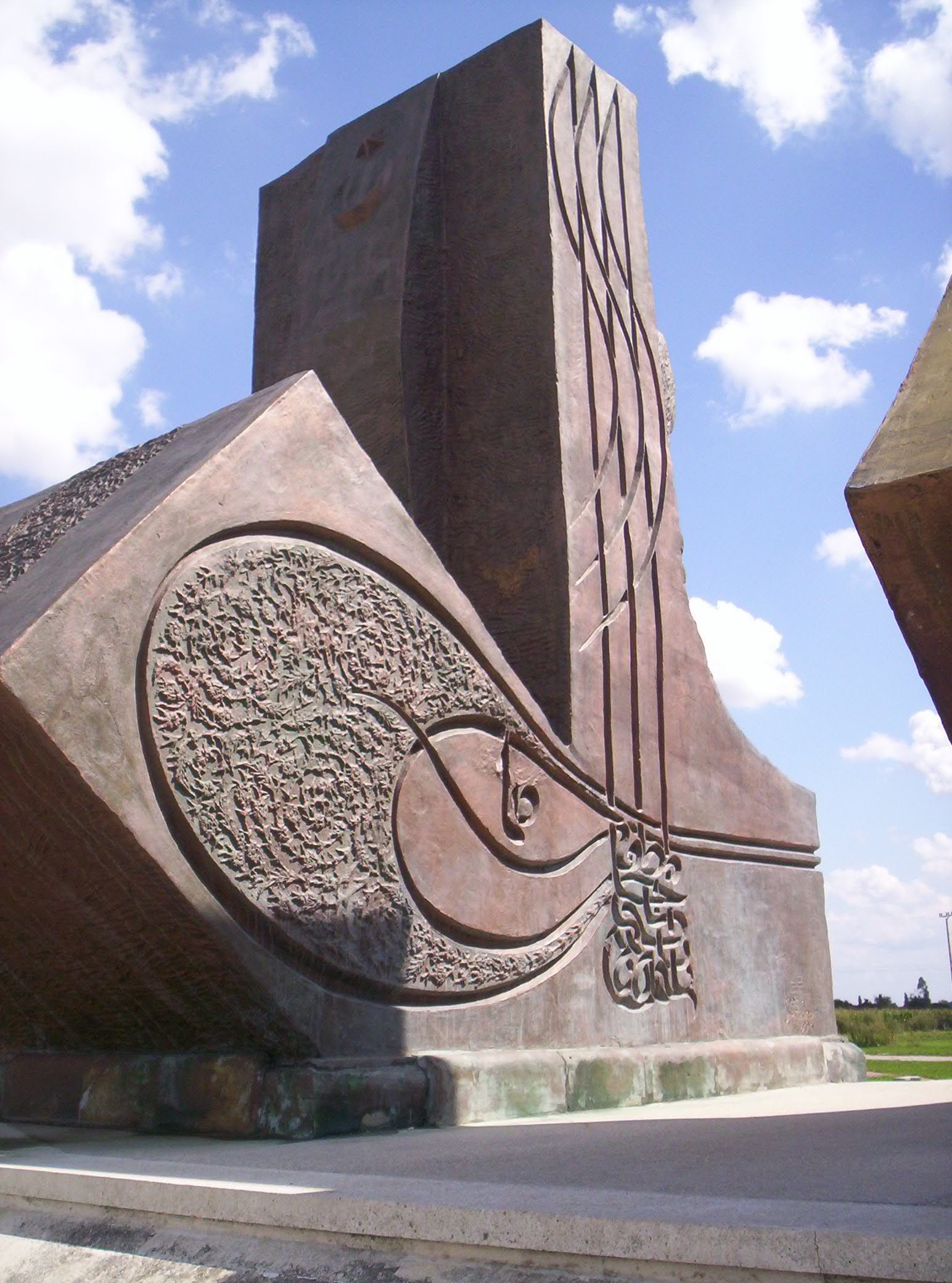
Magyar–Török Barátság Parkja, Szigetvár, Ungheria